# Nepoții lui Platon
Plato's Stepchildren este un episod din sezonul al III-lea al serialului original Star Trek. A avut premiera la 22 noiembrie 1968.

## Prezentare
Membrii echipajului navei Enterprise întâlnesc o rasă fără vârstă de umanoizi telepatici malițioși, care pretind că și-au organizat societatea în jurul idealurilor Greciei antice.